# Gain relatif (relations internationales)
Le gain relatif, en relations internationales, correspond aux actions des États uniquement en ce qui concerne les rapports de force et sans tenir compte d'autres facteurs comme l'économie. Dans les relations internationales, la coopération peut être nécessaire pour équilibrer le pouvoir, mais les préoccupations concernant les gains relatifs limiteront cette coopération en raison de la faible qualité des informations sur le comportement et les intérêts des autres États. Cependant, ces préoccupations aux gains relatifs peuvent parfois être atténuées par les préférences sociales individuelles.

## Différence avec le gain absolu
Le gain relatif est lié au jeu à somme nulle, qui stipule que la richesse ne peut pas être augmentée et que la seule façon pour un État de devenir plus riche est de prendre la richesse d'un autre État. Il diffère du gain absolu, qui est la conséquence totale d'une décision sur l'État ou l'organisation, indépendamment des gains réalisés par les autres États.